# Saint-Maxent
Saint-Maxent è un comune francese di 393 abitanti situato nel dipartimento della Somme nella regione dell'Alta Francia.

## Società

### Evoluzione demografica
Abitanti censiti